# Brían F. O'Byrne
Brían Francis O'Byrne (Mullagh, 16 maggio 1967) è un attore irlandese.

## Biografia
Originario della contea di Cavan, ha effettuato gli studi al Samuel Beckett Center e al Trinity College di Dublino. Negli anni si è costruito una solida carriera, lavorando principalmente negli Stati Uniti. Nel 1998 è stato candidato al Tony Award per la sua interpretazione in The Beauty Queen of Leenane di Martin McDonagh, il Tony lo vince però nel 2004 per sua interpretazione di un serial killer nella piéce Frozen di Bryony Lavery. Nel 2005 vince un Drama Desk Award per il ruolo del prete accusato di pedofilia nel dramma Il dubbio di John Patrick Shanley. Nel 2007 viene nuovamente candidato al Tony Award per il ruolo di Alexander Herzen nella trilogia teatrale di Tom Stoppard La costa dell'utopia. 
Interpreta un prete anche al cinema in Million Dollar Baby di Clint Eastwood, precedentemente era apparso nei film La zona grigia, Bandits e Intermission. Negli anni seguenti recita in film come The New World - Il nuovo mondo, Onora il padre e la madre e recita nel ruolo del sicario della IBBC Bank nel film The International di Tom Tykwer. 
In campo televisivo è apparso in alcuni episodi della serie televisiva Oz, nel 2007 interpreta un ruolo ricorrente nella serie Brotherhood - Legami di sangue, mentre nel 2009 fa parte del cast della serie televisiva della ABC FlashForward, nel ruolo di Aaron Stark. Nel 2011 è il marito inefficiente e disoccupato di Kate Winslet nella miniserie televisiva prodotta dalla HBO Mildred Pierce per cui riceve una nomination agli Emmy Awards, gli Oscar della televisione. Nel 2018 conquista il British Academy Television Awards come miglior attore non protagonista per Little Boy Blue.

## Filmografia

### Cinema
- La zona grigia (The Grey Zone), regia di Tim Blake Nelson (2001)
- Disco Pigs, regia di Kirsten Sheridan (2001)
- Bandits, regia di Barry Levinson (2001)
- Intermission, regia di John Crowley (2003)
- Million Dollar Baby, regia di Clint Eastwood (2004)
- The New World - Il nuovo mondo (The New World), regia di Terrence Malick (2005)
- Bug - La paranoia è contagiosa (Bug), regia di William Friedkin (2005)
- Sapori e dissapori (No Reservations), regia di Scott Hicks (2007)
- Onora il padre e la madre (Before the Devil Knows You're Dead), regia di Sidney Lumet (2008)
- The International, regia di Tom Tykwer (2009)
- Brooklyn's Finest (Brooklyn's Finest), regia di Antoine Fuqua (2009)
- L'ultimo dei templari (Season of the Witch), regia di Dominic Sena (2011)
- Medeas, regia di Andrea Pallaoro (2013)
- Jimmy's Hall - Una storia d'amore e libertà (Jimmy's Hall), regia di Ken Loach (2014)
- Queen and Country, regia di John Boorman (2014)
- Sergio, regia di Greg Barker (2020)
- Un anno con Salinger (My Salinger Year), regia di Philippe Falardeau (2020)
- Il prodigio (The Wonder), regia di Sebastián Lelio (2022)
- Conclave, regia di Edward Berger (2024)

### Televisione
- Oz – serie TV, 3 episodi (2001)
- Law & Order - Unità vittime speciali (Law & Order: Special Victims Unit) – serie TV, 1 episodio (2005)
- Brotherhood - Legami di sangue (Brotherhood) – serie TV, 18 episodi (2007-2008)
- FlashForward – serie TV, 22 episodi (2009-2010)
- Medium – serie TV, 1 episodio (2010)
- Mildred Pierce, regia di Todd Haynes – miniserie TV (2011)
- Prime Suspect – serie TV, 13 episodi (2011-2012)
- Love/Hate – serie TV, 11 episodi (2013-2014)
- The Last Ship – serie TV, 8 episodi (2015)
- The Bastard Executioner – serie TV, 4 episodi (2015)
- Aquarius – serie TV, 22 episodi (2015-2016)
- Saints & Strangers, regia di Paul A. Edwards – miniserie TV, 2 puntate (2015)
- The Magicians – serie TV, 4 episodi (2016-2019)
- Mercy Street – serie TV, 5 episodi (2017)
- Little Boy Blue, regia di Paul Whittington – miniserie TV (2017)
- Manhunt – serie TV, 5 episodi (2017)
- Nightflyers – serie TV, 10 episodi (2018)
- Hatton Garden, regia di Paul Whittington – miniserie TV (2019)
- Lincoln Rhyme - Caccia al collezionista di ossa (Lincoln Rhyme: Hunt for the Bone Collector) – serie TV, 10 episodi (2020)
- Three Women – serie TV, 5 episodi (2024)

## Doppiatori italiani
Nelle versioni in italiano delle opere in cui ha recitato, Brian F. O'Byrne è stato doppiato da:
- Sergio Lucchetti in Million Dollar Baby, Mildred Pierce, Prime Suspect, Jimmy's Hall - Una storia d'amore e libertà, Manhunt, The Last Ship, Aquarius, Un anno con Salinger, Three Women
- Danilo De Girolamo in Sapori e dissapori, FlashForward, Medium
- Sandro Acerbo in The International, Nightflyers, Lincoln Rhyme - Caccia al collezionista di ossa
- Angelo Maggi in Oz
- Roberto Pedicini in Intermission
- Massimo Lodolo in Onora il padre e la madre
- Teo Bellia in Brooklyn's Finest
- Roberto Certomà in L'ultimo dei Templari
- Roberto Stocchi in Saints & Strangers
- Ambrogio Colombo in Sergio
- Stefano Mondini ne Il prodigio
- Alessandro Quarta in Conclave
- Donato Sbodio in Brotherhood - Legami di sangue (ridoppiaggio)